# آکارجا، مصطفی‌کمال‌پاشا
آکارجا (ترکی استانبولی: Akarca) روستایی است در شهرستان مصطفی کمال پاشا در استان بورسا ترکیه.